# Produktschutz
Unter Produktschutz, Produktsicherung oder Anti-Counterfeiting [ˈæntɪ ˈkaʊntəˌfɪtɪŋ] (engl. „gegen das Fälschen“) werden alle Maßnahmen verstanden, durch die ein Produkt gegen Produktpiraterie und Fälschungen geschützt werden kann. Der Begriff Produktschutz umfasst zudem auch Maßnahmen gegen die mutwillige Beeinträchtigung von Produkten, etwa von Lebensmitteln.
Verfolgte Ansätze sind rechtlicher, organisatorischer, wirtschaftlicher und technologischer Art. Ziel sämtlicher Ansätze ist es, das Fälschen von Produkten mit möglichst einfachen und billigen Mitteln so teuer zu machen, dass es sich für die Fälscher nicht mehr lohnt. Hierfür muss zwischen Erkennungsmerkmal und Sicherheitsmerkmal unterschieden werden. Erkennungsmerkmale sind beispielsweise Logos oder ein typisches Produktdesign. Sie grenzen ein Produkt gegenüber konkurrierenden Produkten ab. Solche Erkennungsmerkmale bieten aber keine Sicherheit, wenn es um Produktfälschungen geht. Anders verhält es sich beim Sicherheitsmerkmal, das beispielsweise ein Hologramm oder ein in das Produkt eingelassener Sicherheitsfaden sein kann. Darüber hinaus gibt es verschiedene Ansätze, ein Produkt so zu gestalten, dass die Analyse des Produktes (Reverse Engineering) oder die Produktion der Kopien erschwert wird.
Durch Produktschutz kann der kalkulierte Umsatz im Produktlebenszyklus erreicht werden, da Verluste wegen Produktpiraterie und Nachahmung verhindert werden. Er ergänzt die Strategien, geistiges Eigentum durch Schutzrechte (wie Patente, Marken) zu schützen und wirkt im Gegensatz zu diesen vorbeugend. 
Der zum Einsatz kommende Produktschutz wird bereits in der Neu- und Weiterentwicklung konzipiert und ist bestenfalls selbst patentierbar. Er kann sowohl eine komplexere als auch eine einfachere Produktstruktur erfordern. Bei Open Innovation Projekten zur Erforschung und Entwicklung von Hardware bleibt durch Produktschutz das geistige Eigentum gewahrt. So fördert z. B. die teilverdeckte Mehrkörper-Co-Simulation die Kooperationsbereitschaft für Open Hardware Projekte.

## Anforderungsprofil für die Produktsicherung
Der Orgalime-Leitfaden (Europe Liaison Group of the European Mechanical, Electrical, Electronic and Metalworking Industries) zur Bekämpfung von Marken- und Produktpiraterie nennt als Anforderungsprofil für wirkungsvolle Methoden der Produktsicherung die Exklusivität der Methode, eine feste Verbindung mit dem Erzeugnis, die Kombination aus sichtbaren und unsichtbaren Elementen, eine einfache Kontrollmöglichkeit und Erkennbarkeit, keine Möglichkeit zum Kopieren, Entfernen oder Verändern der Merkmale und eine vernünftige Kosten/Nutzenrelation.
Aus den Anforderungen ergeben sich folgende Grundsätze für eine effektive Produktsicherung: Ein gutes Sicherheitsmerkmal setzt voraus, dass es nur mit größtmöglichem Aufwand und Kosten von Dritten nachgemacht werden kann. Wird der Aufwand zur Fälschung eines Produktes so groß, dass die Nachahmung für Fälscher unwirtschaftlich wird, so ziehen diese eine Fälschung mitunter erst gar nicht in Erwägung.
Ein Sicherheitsmerkmal sollte schnell und einfach von Prüfern identifiziert werden können. Zur Bekämpfung der Produktpiraterie ist es zwingend notwendig, dass die Sicherheitsmerkmale auf den geschützten Produkten auch regelmäßig überprüft werden. Dies kann mit eigenen Mitarbeitern oder durch beauftragte Firmen geschehen, wird aber auch nach Antrag auf Grenzbeschlagnahme vom Zoll stichprobenweise durchgeführt. Je schneller und einfacher eine solche Prüfung vorgenommen werden kann, desto mehr Prüfungen können erfolgen und desto intensiver kann die Produktpiraterie bekämpft werden.
Der Einsatz des Sicherheitsmerkmals sollte möglichst kostengünstig und wirtschaftlich erfolgen. Nicht zuletzt sollte das Sicherheitsmerkmal auch auf seine Wirtschaftlichkeit für das Unternehmen überprüft werden. Die aufgrund von Umsatzeinbußen und Imageschäden entstehenden Kosten müssen dem Nutzen des Sicherheitsmerkmals gegenübergestellt werden. Auch der Kosten-/ Leistungsvergleich mit anderen Sicherheitsmerkmalen muss erfolgen.

## Organisatorische Maßnahmen
Organisatorische Maßnahmen sichern die Lieferkette und den internen wie externen Wissensfluss über Produkte, Prozesse und Strategien, wobei zur Erhaltung des Innovationsklimas und damit der Innovationsfähigkeit einer Organisation zwischen Geheimhaltung und Wissensweitergabe abzuwägen ist.

## Technische Maßnahmen
Neben den organisatorischen und rechtlichen Möglichkeiten, sich durch Produktsicherung gegen Produktpiraterie zu wehren, sind es vor allem die technischen Lösungen, die für eine wirkungsvolle Produktsicherung unabdingbar sind. Zu den technischen Lösungen der Produktsicherung zählen unter anderem Hologramme, Kinegramme, Smartcards, Magnetstreifen, Mikrofarbcodes, Digitale Wasserzeichen, DNA- oder Nanotechnologien, Sicherheitsetiketten (VOID-Folien, Dokumentenfolien), Infrarot- oder UV-Lacke, Datamatrix-Codes, Online-Überprüfung der Rechtmäßigkeit einer Softwarekopie, Abfrage der Authentizität eines Produktes durch telefonische Übermittlung des Produktcodes (Call-In) und Verfolgung von Waren über die Lieferkette zur Erkennung ungewöhnlicher Produktbewegungen sowie sogenanntes Tracking & Tracing, etwa mithilfe von RFID-Transpondern. Diese Technologien ermöglichen zudem die Identifizierung von Originalen zur rechtssicheren Abwehr von unberechtigten Produkthaftungsklagen, die auf Kopien beruhen. Diese Maßnahmen verlagern den Startzeitpunkt der Produktpiraterie hin zu der Herstellung und erhöhen dadurch den Aufwand, womit das Erzeugen von Kopien wirtschaftlich unattraktiv wird. 

## Produktschutz bei Lebensmitteln
Seit 2003 versteht man unter dem Begriff Produktschutz auch den Schutz von Lebensmitteln vor böswilligen, gesetzeswidrigen oder terroristischen Handlungen. Als Synonym hat sich international in den entsprechenden lebensmittelspezifischen Qualitätsmanagement-Normen (z. B. BRC Global Standard oder IFS Food Version 6) dafür der Begriff Food Defense eingebürgert.

### Anleitungen und Konzepte
Für den Schutz von Lebensmitteln wurden von der FDA (U.S. Food and Drug Administration) zahlreiche Anleitungen und Konzepte veröffentlicht:
- Guidance for Industry: Food Producers, Processors, and Transporters: Food Security Preventive Measures Guidance[2]
- Food Defense 101[3]
- Food Defense Plan Builder[4]
- Vulnerability Assessment Software[5]
- CARVER + Shock Primer[6]
- ACM-BEST-Practices[7]

Besondere Beachtung findet der kontrollierte Zugang von Personen zum Firmengelände (z. B. Ausweispflicht, Video-Überwachung, durch Chip´s elektronisch gesicherte Produktionsbereiche) und die Beschäftigung von vertrauenswürdigem, gut geschultem Personal in sensiblen Bereichen der Herstellung sowie regelmäßige Food Defense Betriebsbegehungen durch den Food Defense Beauftragten.

### Methoden
Internationale, lebensmittelspezifischen Qualitätsmanagement-Normen (z. B. BRC Global Standard oder IFS Food Version 6) fordern derartige Maßnahmen. Wichtige Elemente dabei sind die Dokumentation und die regelmäßige Überprüfung der Lieferkette, der Einsatz von verplombten Transportfahrzeugen und/oder versiegeltem Stückgut:

#### Versiegelungsarten

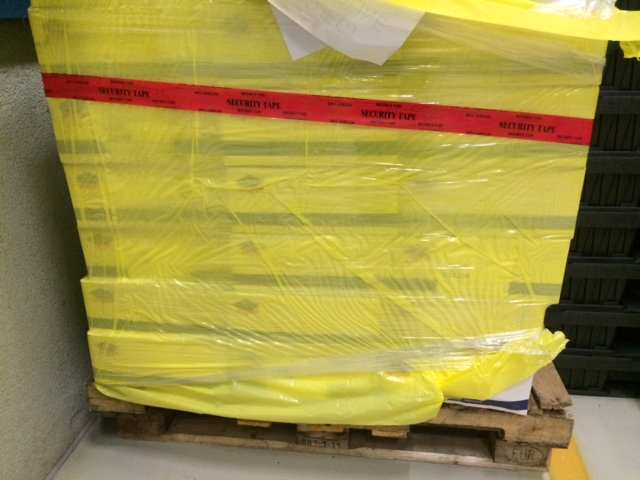
Palette mit Stückgut mit Sicherheitsklebeband versiegelt
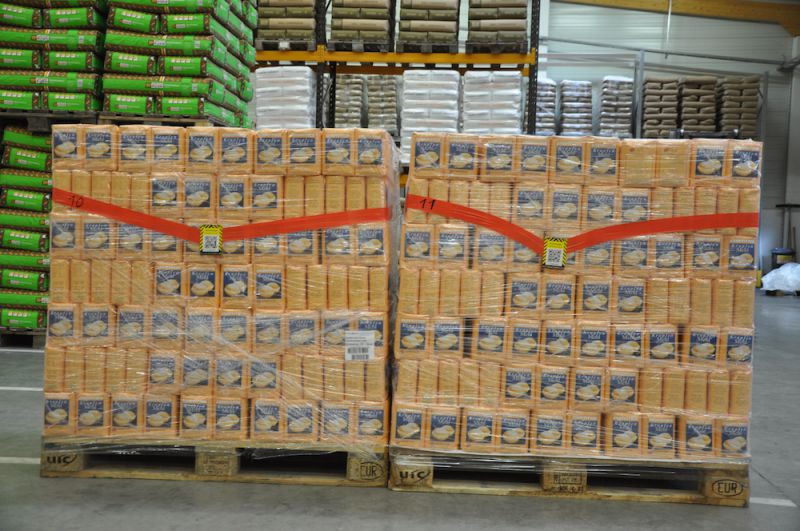
Paletten mit Stückgut mit Stückgutsiegel versiegelt
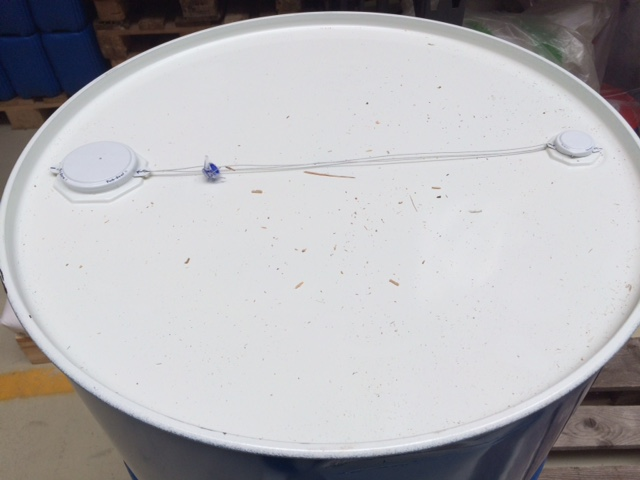
Versiegeltes Fass
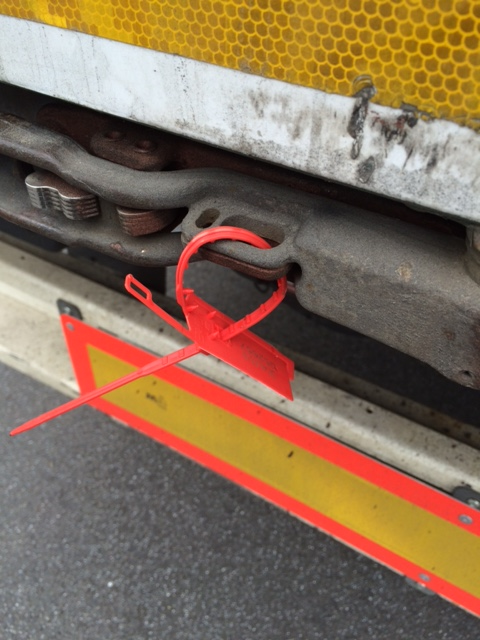
Typische Versiegelung eines LKWs oder Containers

### Sicherheitsniveau
Sicherheitsklebeband:
- Sicherheitsniveau niedrig, weil derartige Bänder leicht zu beschaffen sind und keine einmalig vergebene Kontroll-/Sicherheitsnummer vorhanden ist
- nicht geeignet für Maschinenlesbarkeit
- Dokumentation nur durch Führen von Listen mit viel Zeitaufwand möglich

Stückgutsiegel:
- Sicherheitsniveau sehr hoch, weil einmalig vergebene Kontroll-/Sicherheitsnummer vorhanden ist und weitere Sicherheitsmerkmale wie z. B. Hologramme etc. möglich sind[8]
- mit aufgedrucktem Bar- oder QR-Code leicht maschinenlesbar (z. B. mit einer App[8])
- Maschinenlesbarkeit ermöglicht Generierung von fälschungssicheren Dokumentationen[8]

LKW- & Container-Siegel:
- Sicherheitsniveau hoch, weil einmalig vergebene Kontroll-/Sicherheitsnummer vorhanden ist
- mit aufgedrucktem Bar- oder QR-Code maschinenlesbar (z. B. mit einer App[8])
- Maschinenlesbarkeit ermöglicht Generierung von fälschungssicheren Dokumentationen[8]